# Rickturnerita
La rickturnerita és un mineral de la classe dels halurs. Rep el seu per l'antic president de la Russell Society, Rick Turner, qui va descobrir el mineral l'any 2005.

## Característiques
La rickturnerita és un element químic de fórmula química Pb₇O₄[Mg(OH)₄](OH)Cl₃. Va ser aprovada com a espècie vàlida per l'Associació Mineralògica Internacional l'any 2010. Cristal·litza en el sistema ortoròmbic.
Segons la classificació de Nickel-Strunz, la rickturnerita pertany a «03.DB: Oxihalurs, hidroxihalurs i halurs amb doble enllaç, amb Pb, Cu, etc.» juntament amb els següents minerals: diaboleïta, pseudoboleïta, boleïta, cumengeïta, bideauxita, cloroxifita, hematofanita, asisita, parkinsonita, murdochita i yedlinita.

## Formació i jaciments
Va ser descoberta a la pedrera Torr Works de la localitat de Cranmore, al comtat de Somerset, Anglaterra (Regne Unit). També ha estat trobada la rickturnerita al comtat de Bristol, també a Anglaterra, concretament a la mina Wesley, a la localitat de Westbury on Trym. Fora del regne Unit tan sols ha estat descrita a la mina Kombat, a la regió d'Otjozondjupa, Namíbia. Només ha estat descrita en aquests tres indrets en tot el planeta.